# Die Halbstarken (1996)
Die Halbstarken ist ein deutscher Fernsehfilm aus dem Jahr 1996.
Der Film basiert auf der Drehbuchvorlage von Will Tremper & Georg Tressler für den Film Die Halbstarken von 1956 und wurde von Sat.1 im Rahmen der Reihe German Classics produziert, welche die größten deutschen Nachkriegsfilmerfolge neu interpretiert.

## Handlung
Die von Freddy angeführte Bande Halbstarker trifft sich in den 1950er Jahren im Kölner Freibad. Dort begegnet Freddy zufällig seinem jüngeren Bruder Jan, welchen er länger nicht mehr gesehen hat, und stellt ihn seiner Bande vor. Aus Freude über das Wiedersehen schenkt er ihm seine goldene Armbanduhr. Als ein Badegast sein von Kudde geklautes Radio bei der Bande entdeckt und wiederhaben möchte, kommt es zur Schlägerei, und die Gruppe verlässt eilig das Freibad.
Bei dem Versuch, das Radio im Pfandhaus zu verkaufen, findet das Bandenmitglied Wölfi zufällig den Ladenschlüssel, welchen der Besitzer beim Feierabendmachen verloren hat. Wölfi übergibt den Schlüssel an Freddy.
Freddy sieht hier zum einen die Möglichkeit, seiner Freundin den versprochenen Verlobungsring zu besorgen, zum anderen benötigt er ein Geschenk für seine Eltern. Jan hatte einen Versöhnungsbesuch angeregt, auf den Freddy eingegangen ist. Somit brechen Freddy und seine Freundin Sissy in das Pfandhaus ein und klauen einen Ring sowie eine Taschenuhr als Geschenk für seinen Vater. Das Treffen bei seinen Eltern verläuft zunächst harmonisch, bis Freddy seinem Vater die Uhr überreicht und dieser seine eigene, gerade im Pfandhaus verkaufte Uhr wiedererkennt. Daraufhin gerät der Vater in Wut und prügelt Freddy aus dem Haus.
In Garezzos Espresso-Bar plant die Clique am nächsten Tag einen Überfall auf das Postamt, in dem Freddy vier Jahre gearbeitet hat. Hier treffen laut Freddy immer am Montag die Einnahmen aus dem örtlichen Kaufhaus ein. Jan taucht überraschend ebenfalls auf. Er berichtet Freddy davon, dass er nach Freddys gestrigem Rauswurf aus dem ehemaligen Elternhaus ebenfalls vom Vater vor die Tür gesetzt wurde. Er erzählt, dass der Vater der Mutter seit seiner Rückkehr aus dem Krieg das Leben zur Hölle macht. Zudem hat sich ein Haufen Schulden angesammelt, da Vater, bedingt durch seine Kriegsverletzung, den Job verloren hat. Ein neuer Job als Handelsvertreter für Kosmetikartikel ist in die Hose gegangen. So haben sich mittlerweile 5000 DM an Schulden angehäuft.
Freddy bietet Jan gegen Sissys Willen an, ein paar Tage zu ihm zu ziehen, was sein Bruder auch dankbar annimmt. Dort erkennt Jan recht schnell, dass sich Freddys Lebensstandard nicht alleine mit seinem Job bei der Tankstelle finanzieren lässt, und er unterstellt ihm, dass er klauen würde. Freddy redet sich raus, rechtfertigt seine Handlungen damit, dass sogar sein Bruder zu ihm kommt, um Geld zu erhalten. Er hätte keine Lust, sich nach einem arbeitsreichen Leben zum 60. Geburtstag mit einer silbernen Uhr von seinem Arbeitgeber abspeisen zu lassen. Schließlich berichtet er Jan von dem geplanten Raub. Dieser muss nun wohl oder übel mitmachen.
Freddy besorgt sich über den zwielichtigen Brillinger eine scharfe Pistole nebst Munition. Es stellt sich allerdings schnell heraus, dass sogar Jan ein besserer Schütze als Freddy ist. Jan versucht vergeblich, seinen Bruder vom Kauf der Pistole abzuhalten. Das Bandenmitglied Klaus weigert sich unterdessen, mitzumachen. Er hat Angst um seine Arbeit als Kellner in der Espressobar. Nur unter Einsatz der frisch erworbenen Pistole kann Freddy ihn schließlich zwingen, mitzumachen.
Freddy, Mario, Willi und Günther passen die Abfahrt des Postwagens im Auto ab und überholen diesen, um die an der Kreuzung im zweiten Fahrzeug Wartenden zu informieren. Klaus ist allerdings bereits geflüchtet. So stellen Jan und Kudde die Straßensperre aus vorher besorgten Bauschildern alleine auf. Der nahende Postwagen muss nun eine abweichende Strecke nehmen. Jan verbleibt alleine an der Kreuzung.
Die Clique täuscht einen Radunfall vor, um den Postwagen zu stoppen. Als die Fahrer aussteigen, kommt es zu einer Schlägerei, in deren Verlauf der Fahrer Günther die Maske vom Gesicht reißt. Freddy geht dazwischen, als Günther den Beamten vor Wut und Angst, nun vor der Polizei identifizierbar zu sein, fast tot prügelt, kann ihn aber aus Gewissensgründen auch nicht wie von Günther gewünscht erschießen. Zwischenzeitig haben die anderen den Inhalt des Postwagens umgeladen und die Bande flieht. Die beiden Postbeamten bleiben schwer verletzt zurück.
Freddy sammelt Jan ein und trifft sich mit seinen Jungs und den Mädels am vereinbarten Treffpunkt, einem alten Bootshaus. In der gestohlenen Kiste sind allerdings nur Postanweisungen, kein Bargeld. Als alle Freddy die Schuld an dem misslungenen Plan geben, verteidigt Sissy ihn. Schließlich schlägt Freddy der Gruppe vor, den Besitzer der Espressobar, Garezzo, der in der Vergangenheit damit geprahlt hatte, sein Bargeld zu Hause aufzubewahren, auszurauben. Außer Sissy will keiner der Halbstarken mehr mitmachen.
Mit Sissy bricht Freddy in Garezzos Wohnung ein. Dort treffen sie auf dessen Vater. Jan plagen zwischenzeitig Gewissensbisse, und er lässt sich von Kudde zu Freddy fahren. Dieser hat mit Hilfe des kranken Vaters den versteckten Tresor mit Geld und Schmuck gefunden. Als der Vater eine Gelegenheit nutzt, um die Polizei anzurufen, kommt Jan in die Wohnung und verhindert noch rechtzeitig, dass Freddy den Mann erschießt, indem er ihm die Waffe aus der Hand schlägt. Sissy ergreift die am Boden liegende Waffe und erschießt den alten Mann in dem Moment, als er den Einbruch am Telefon meldet. Freddy ist entsetzt und will Sissy die Waffe abnehmen. Weil sie sich weigert, kommt es zum Handgemenge, in dessen Verlauf sich ein weiterer Schuss aus der Waffe löst, der Sissy versehentlich tödlich verletzt.
Im Rückblick berichtet Freddy, dass er zum 60. Geburtstag eine silberne Uhr von seinem Arbeitgeber, der Post, bekommen habe. Diesen Job hat er nach Vermittlung durch seinen Bewährungshelfer nach der Haftentlassung angetreten.

## Hintergrund
Als Hommage an den Originalfilm schaut die Clique zu Beginn des Films den Film Das Totenschiff mit Horst Buchholz, dem Freddy-Darsteller von 1956 in der Hauptrolle.
Eichinger verlegte die Story von Berlin nach Köln, veränderte das Rollenbild der Sissy sowie das Ende.
Eine genaue Jahreszahl der Handlung wird im Film nicht genannt. Aufgrund der nicht unbedingt korrekten Requisiten kann man hier von einem Zeitraum zwischen 1956 und 1961 ausgehen.
Das Postauto trägt das Kennzeichen BP… welches erst ab 1956 von der Bundespost benutzt wurde.
Die im Film gespielten Lieder wurden zwischen 1938 und 1961 eingespielt. Auch der bereits genannte Film Das Totenschiff passt mit seinem Erscheinungsjahr 1959 hier ins Bild.
Allerdings werden an der Litfaßsäule der bereits 1952 in Deutschland erschienene Ingrid-Bergman-Film Ich kämpfe um dich sowie an einem Fassadenplakat der in Deutschland 1953 gestartete James-Cagney-Film Sprung in den Tod im US-Original als White Heat beworben.
Ebenfalls an der Litfaßsäule ist das Tourneeplakat von Louis Armstrong – König des Jazz in der Kongresshalle zu sehen. Die Gestaltung des Posters lässt auf das Jahr 1952 schließen.

## Kritik
Die Frankfurter Rundschau urteilte „Die Regie hat Produzent Eichinger dabei dem Schweizer Urs Egger anvertraut, aber bestes Starkino ist auch dies geworden. Hier ist die Kamera in Til Schweiger verliebt, der ein Ensemble von ansonsten völlig unbekannten jungen Darstellern anführt. Erstaunliche Talente allesamt“
Das Online-Magazin kino.de lobte den Film als „Aufwendig in Szene gesetzt von Urs Egger.“
TV Spielfilm beschrieb den Film mit den Worten „Til Schweiger rebelliert gegen den Muff der Adenauer-Ära. 1956 avancierte Horst Buchholz im Original zum coolen Rebellen. 40 Jahre später erzählte Produzent Bernd Eichinger die Story noch einmal, diesmal aus der Sicht des Helden“ und zog das Fazit „Die Rowdys der 50er mit dem Pep der 90er“.
Der Filmdienst kritisierte den Film für seinen „blassen Hauptdarsteller“ sowie die „nur auf Nostalgie bedachten Inszenierung“.

## Soundtrack
| Veröffentlichung | Titel               | Interpret            |
| ---------------- | ------------------- | -------------------- |
| 1938             | Bei mir bistu shein | Andrew Sisters       |
| 1951             | How High The Moon   | Les Paul & Mary Ford |
| 1953             | That’s Amore        | Dean Martin          |
| 1958             | Rockin’ Robin       | Bobby Day            |
| 1958             | Fever               | Peggy Lee            |
| 1961             | The Wanderer        | Dion                 |